# Поместье белорусского Деда Мороза
Поместье белорусского Деда Мороза (бел. Памесце беларускага Дзеда Мароза) — туристический объект, расположенный в национальном парке «Беловежская пуща» в Белоруссии. Открыто в декабре 2003 года.

## История
Поручение возвести поместье Деда Мороза в Беловежской пуще дал Президент Республики Беларусь Александр Лукашенко после посещения им национального парка летом 2003 года. Оно было выполнено в короткий срок — всего за три месяца. Бригада резчиков под руководством известного белорусского мастера Александра Леонтьевича Масло создала деревянные скульптуры и осуществила художественное оформление строений в поместье. Открытие резиденции белорусского Деда Мороза, которая разместилась на территории бывшего зубропитомника, состоялось 16 декабря 2003 года. Первым Дедом Морозом стал кандидат биологических наук Вячеслав Васильевич Семаков.
3 декабря 2006 года в поместье побывал Йоулупукки — финский Санта-Клаус.
13—15 декабря 2013 года праздновался 10-летний юбилей резиденции белорусского Деда Мороза и 150-летие живой новогодней ели, произраставшей на его территории (летом следующего года сорокаметровую ель срубили по причине её усыхания). Ключевым мероприятием двойного юбилея стало открытие первой международной сказочной версты.
8 декабря 2018 года здесь появился памятный знак, посвящённый Новому году (как утверждается, первый подобный памятный знак в мире). Церемония открытия памятника была приурочена к 15-летию поместья Деда Мороза. Кованая композиция представляет собой циферблат часов, стрелки которых близятся к полуночи; на самом циферблате находятся мешок с подарками, валенки, посох и варежки Деда Мороза.

## Описание

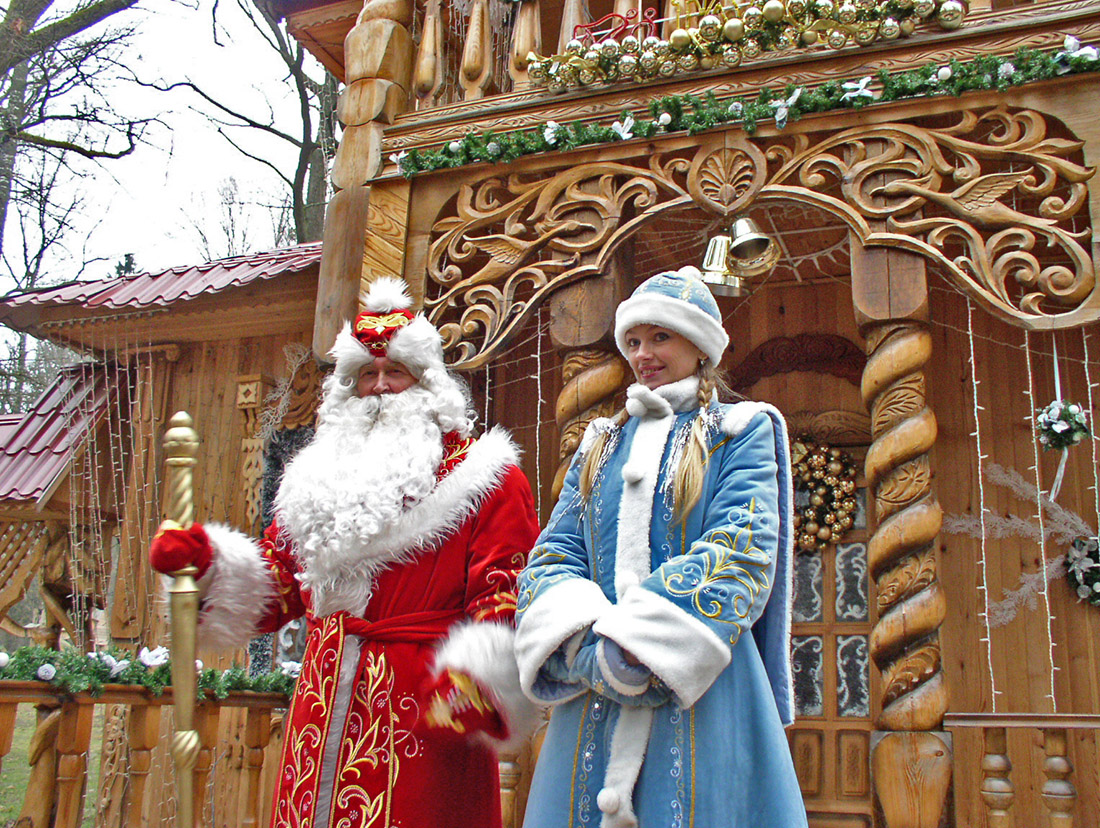
Белорусский Дед Мороз и Снегурочка в поместье

Площадь поместья составляет почти 15 гектаров. На его территории размещаются дом Деда Мороза с тронным залом; терем Снегурочки; Скарбница, где хранятся письма, рисунки и поделки детей, а также ряд экспонатов старинного быта; ветряная мельница; имеется пруд.
Деревья и строения украшены гирляндами. Только на доме Деда Мороза в ночное время загорается около 40 тысяч лампочек.
Многочисленные деревянные скульптуры изображают животных и сказочных персонажей, среди которых деревянные рыцари Дуб-Дубович и Вяз-Вязович на входе в поместье, скульптурные группы «Белоснежка и семь гномов» и «Двенадцать месяцев», лось в упряжке и др.. Письма Деду Морозу с соответствующей пометкой приходят на почтовый адрес: 225063, Брестская область, Каменецкий район, п/о Каменюки.

## Туристический поток

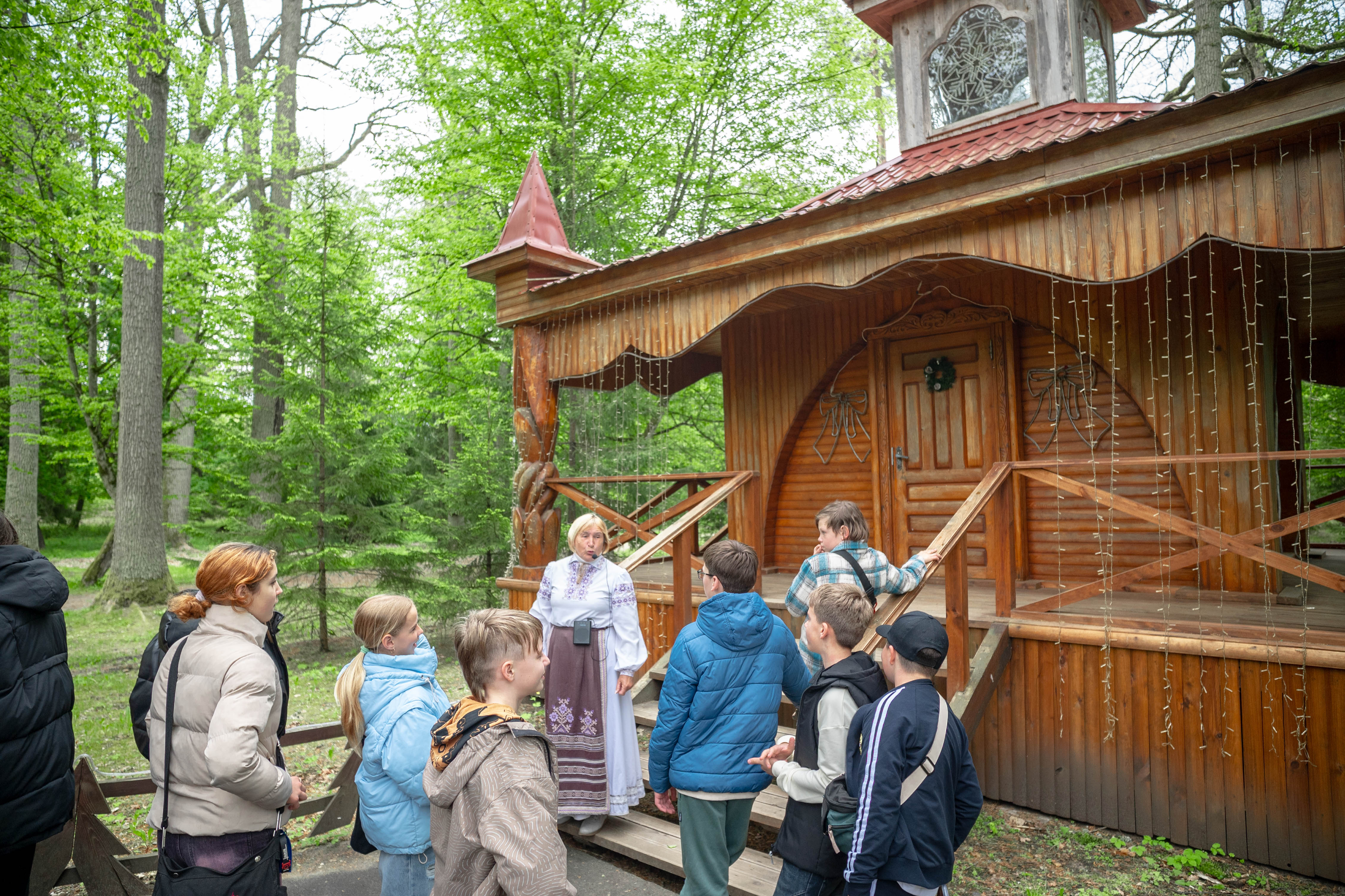
Экскурсия в поместье белорусского Деда Мороза

Ежегодно резиденцию белорусского Деда Мороза посещали около 150 тысяч туристов. В связи с пандемией COVID-19 турпоток значительно сократился: в 2020 году в поместье Деда Мороза побывало 65 тысяч человек. С 2003 года достопримечательность смогли увидеть свыше 1,5 млн туристов из более чем 100 государств мира. Резиденция принимает гостей круглогодично, однако пик посетителей приходится на декабрь — январь.